# Der Mann von der Straße
Der Mann von der Straße ist der deutsche Titel des französischen Stummfilms „Crainquebille“, den Jacques Feyder 1922 nach der Novelle "L'affaire Crainquebille" von Anatole France für die Produktionsgesellschaft Films A. Legrand realisierte. Das Drehbuch hatte er selbst geschrieben. Die Hauptrolle wurde von dem angesehenen Theaterschauspieler Maurice de Féraudy gegeben, einem Mitglied der Comédie Francaise.

## Handlung
Die Handlung spielt im Paris der 1920er Jahre. Seit fünfzig Jahren verkauft Jérôme Crainquebille (Maurice de Féraudy) von seinem kleinen Karren aus Gemüse in den Straßen der Stadt. Als eines Tages ein Polizist, der sich nicht ernst genommen fühlt, mit dem freundlichen Straßenhändler aneinandergerät, weil er seine Antwort missversteht, kann selbst die Zeugenaussage eines neutralen Beobachters (Charles Mosnier) ihm nicht helfen. Richter, Staatsanwalt und Verteidiger haben ihren Spaß mit dem grundehrlichen, aber wenig gebildeten Mann, und schicken ihn schließlich für fünfzehn Tage ins Gefängnis. Die Haft empfindet Crainquebille jedoch weniger schlimm als zuerst befürchtet, ja er genießt sie beinahe; seine Zelle bietet ihm erheblich mehr Komfort als die alte Scheune, in der er sonst übernachten muss. Nach seiner Entlassung aber gibt es ein böses Erwachen: seine Kundschaft bleibt aus. Auf einmal will keiner mehr bei ihm einkaufen, weil er ja „gesessen“ hat.
So seiner Existenzgrundlage beraubt, beginnt der alte Mann zu trinken. Nach und nach sinkt er zum Vagabunden herab, der nicht nur sein Hab und Gut, sondern auch die Lust am Leben verliert. Lediglich die Zuwendung eines kleinen Jungen, der von allen nur „die Maus“ genannt wird, vermag es, Crainquebille vom Sprung in die Seine abzuhalten und ihn dem Leben wiederzugeben.

## Hintergrund
Die Kurzgeschichte von Anatole France entstand 1902 und umfasst 110 Seiten.
Jacques Feyder und Manuel Orazi entwarfen und bauten das Bühnenbild.
Photographen waren Léonce-Henri Burel und Maurice Forster.
Produzierende Firmen waren Les Films Trarieux & Legrand Paris und Vita-Film A.G. Wien.
Der Film kam in Frankreich, nach einer Présentation corporative im Artistic Cinéma Paris am 4. Dezember 1922, am 2. März 1923 im Pariser Electric-Cinéma zur Uraufführung.
In Amerika lief er am 2. September 1923 unter dem Titel Coster Bill of Paris im „Rialto“ in New York City an. Die Bearbeitung hatte Hugo Riesenfeld besorgt. Verliehen wurde er in Übersee durch Red Seal Pictures.
In Deutschland lag er der Zensur am 23. März 1925 in einer Länge von 5 Akten gleich 1589 Meter vor und wurde unter der Prüf-Nr. B.10156 für „jugendfrei“ erachtet. Hier hieß er „Der Mann von der Straße“, in Österreich “Crainquebille – Der Mann von der Straße”.
In Deutschland fand die Premiere am 5. Mai 1925 im Berliner U.T. Kurfürstendamm statt, in Österreich bereits am 14. März 1924 in Wien. Verliehen wurde er von der Vita-Film A.G.
Jean Forest, der den Jungen "die Maus" spielte und mit dieser Rolle seinen Einstand beim Film gab, wurde von Feyder auch in zwei weiteren Filmen, in denen es um Kinder geht, eingesetzt in "Visage d'Enfants" und "Gribiche".

## Rezeption
Die New York Times zählte "Crainquebille" unter die besten Filme des Jahres und rezensierte seine Aufführung im Rialto Theater am 3. September 1923 wie folgt: "'Bill,' which is Anatole France's 'Crainquebille,' was shown privately the other day and now is enjoying the honor of sharing the Rivoli screen with 'Salomy Jane' in which Jacqueline Logan has the principal role. This is a beautiful, simple production with an inspiring actor in the title role."
D. W. Griffith sagte nach dem Besuch von "Crainquebille" einem Journalisten: "I have seen a film that, for me, symbolizes Paris. That man with his barrow load of vegetables – what a striking image – and how forceful! And Feraudy – great, powerful acting! A fine work, beautiful, compelling, bold!".
“True, the film has a prestigious pedigree, being an adaptation of an Anatole France novel and starring a famous theater actor. Yet the story is simple and told in a relatively straightforward manner. Most of the action arises from a misunderstanding: A gendarme, thinking Crainquebille has insulted him, arrests him. A leisurely scene shows the protagonist enjoying the unusual luxury of his prison cell: a comfy bed, free meals, a toasty radiator, hot and cold water in a pristine sink, and a floor clean enough to eat off. A working-class audience would probably find this wryly amusing.”
(David Boardwell)
Das Missverständnis, das Crainquebille ins Gefängnis bringt, besteht darin, dass der Gendarm “Mort aux vaches !” versteht, einen Ausdruck, der -im Gefolge des 1870er Krieges gegen Preußen entstanden und sich auf das deutsche Wort "Wache" beziehend- aufgrund des Anklangs an französisch vache (Kuh) ursprünglich zum Spottwort zunächst gegen die Deutschen, dann aber gegen die Obrigkeit und ihre Vertreter generell geworden war.
“Crainquebille” zeigt eine Klassenjustiz, die völlig bedenkenlos im Sinne der Mächtigen agiert. Die Erzählung erschien, als die Dreyfus-Affäre auf ihren Höhepunkt zusteuerte, und ist zweifellos in diesem Kontext zu sehen. Die Kritik am Justizsystem hat darüber hinaus aber allgemeine Gültigkeit, zeigt sie doch die Hilflosigkeit des einfachen, mittellosen und ungebildeten Menschen im Gerichtssaal, vor dessen Ritualen und der dort herrschenden abgehobenen Sprache.
(Oliver Scheiber)
“The scenes in the court, indeed, have an almost farcical quality to them, as we see defence, prosecution and judge respectively amuse themselves, showing little interest in what’s going on before them, and the statue of justice at the front of the courtroom turns and looks accusingly at the poor wretches in the dock.” (Ewan at the cinema, 28 March 2014).
Berühmt ist die Gerichtsszene, in der ein Zeuge vor Furcht schrumpft und dann zum Riesen wird, als er sein Gleichgewicht wiederfindet. (Christoph Huber)
In Belgien wurde der Film 1923 aufgrund von „Mangel an Respekt vor dem Gesetz“ verboten.
- Fortleben:

Die Novelle „Crainquebille“ wurde 1933 von Jacques de Baroncelli mit Félicien Tramel in der Titelrolle und 1954 von Ralph Habib mit Yves Deniaud als Tonfilm-remake realisiert. 1965 wurde „Crainquebille“ von Josef Stauder und Gisela Sieber-Franze für das Fernsehen der DDR mit Walter Lendrich in der Hauptrolle als Fernsehinszenierung eingerichtet.
- Wiederaufführung:

Im deutschen Fernsehen wurde „Crainquebille“ auf dem Kulturkanal Arte am 31. März 2006 ausgestrahlt, nachdem er 2005 von »Lobster Films« mit historischer Beratung durch Lenny Borger restauriert worden war; den sound track zur restaurierten Fassung lieferte Antonio Coppola mit der Gruppe "L'Octuor de France".